# Archeocrypticidae
Archeocrypticidae es una familia de coleópteros polífagos de distribución pantropical. Las del género Enneboeus se encuentran en el Neotrópico y en Australia. Hay 50 especies en 10 géneros.

## Descripción
Son pequeños escarabajos (1,5 - 3,8 mm), ovales, de color marrón oscuro o negro mate. Pueden parecerse a los escarabajos de la familia Phalacridae o a ciertos tenebriónidos. La parte superior está cubierta de  pelo fino, corto y disperso. La cabeza es corta y ancha, con las antenas ligeramente más largas que el tórax + protector de la cabeza(?). Las patas son muy largas y delgadas.

## Géneros
Incluye los siguientes géneros:
- Archeocrypticus - Australenneboeus - Enneboeopsis - Enneboeus - Falsoplatydema - Godwanenneboeus - Nothenneboeus - Pseudenneboeus - Sivacrypticus - Wattianus